# Gmina Łasin
Die Gmina Łasin ist eine Stadt-und-Land-Gemeinde im Powiat Grudziądzki der Woiwodschaft Kujawien-Pommern in Polen. Ihr Sitz ist die gleichnamige Stadt (deutsch Lessen) mit etwa 3350 Einwohnern. 

## Geographie

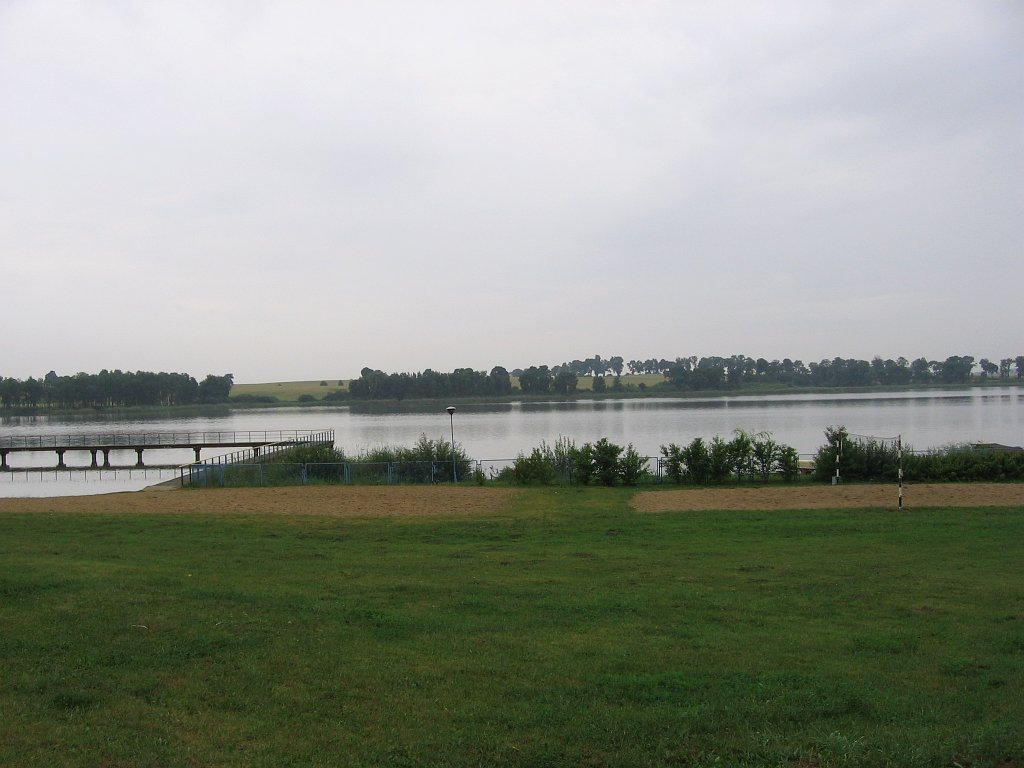
Jezioro Łasińskie (Lessensee)

Die Gemeinde liegt im ehemaligen Westpreußen, 15 Kilometer östlich von Grudziądz (Graudenz). Ihr Hauptort liegt nördlich des 1,9 km² großen Jezioro Łasińskie (Lessensee).

## Geschichte
Im Rahmen der Ersten Teilung Polens 1772 kam das Gemeindegebiet an Preußen. Im Jahr 1919 wurde es Teil des wiederentstandenen Polen und war von 1939 bis 1945 im Zweiten Weltkrieg deutsch besetzt. Noch vor Kriegsende kam das Gebiet wieder an Polen. Von 1934 bis 1954 bestand neben der Stadtgemeinde die Landgemeinde Łasin.
Die Landgemeinde wurde 1973 neu gebildet, 1975 kam die Stadtgemeinde hinzu und die Gemeinde erhielt ihren heutigen Status. Von 1975 bis 1998 gehörte sie zur Woiwodschaft Thorn.

## Gliederung
Die Stadt-und-Land-Gemeinde Łasin besteht aus der namensgebenden Stadt und 19 Dörfern mit Schulzenämtern (sołectwa):
(Ehemalige deutsche Namen nach Messtischblättern 2479 (von 1900), 2480 (von 1926) und 2580 (von 1911))
- Goczałki
- Huta-Strzelce
- Jakubkowo (Jakobkau)
- Jankowice (Jankowitz)
- Kozłowo
- Nogat (Nogath)
- Nowe Błonowo (Neu Blumenau)
- Nowe Jankowice (Körberrode)
- Nowe Mosty (Neubrück)
- Plesewo
- Przesławice
- Stare Błonowo (Alt Blumenau)
- Strzelce (Heinrichsfelde)
- Szczepanki (Szczepanken)
- Szonowo Szlacheckie (Adlig Schönau)
- Szynwałd (Groß Schönwalde)
- Święte
- Wybudowanie Łasińskie
- Wydrzno (Wiedersee) mit Schloss Wiedersee
- Zawda (Sawdin)
- Zawdzka Wola

und den weiteren Ortschaften: Bogdanki, Gordanowo, Hermanowo, Ludwichowo (Hermannsdorf), Małe Szczepanki und Szonowo Królewskie (Königlich Schönau).

## Verkehr
Łasin liegt an der Landesstraße DK16 und der Woiwodschaftsstraße DW538.
Der Bahnhof Łasin war bis 1979 Endbahnhof der Bahnstrecke Gardeja–Łasin. Einige Jahre später wurde der Bahnhof Szonowo Szlacheckie an der 1992 stillgelegten Bahnstrecke Jabłonowo Pomorskie–Prabuty in Łasin Pomorski umbenannt.

## Persönlichkeiten
- Curt Schimmelbusch (1860–1895), Chirurg und Erfinder der Schimmelbuschmaske; geboren im Gutsbezirk Groß Nogath.